# Тропой крови
«Тропой крови», в ином русском переводе — «Кровавый след» (яп. 無宿人御子神の丈吉　牙は引き裂いた: мусюкунин микогами но дзёкити: киба ва хикисайта; англ. The Trail of Blood) — японский фильм в жанре тямбара, поставленный режиссёром Кадзуо Икэхиро в 1972 году. Первый фильм популярной трилогии о ронине Дзёкити, ставшем непревзойдённым и жестоким убийцей. Второй и третий фильмы: «Бесстрашный мститель» (1972), «Резня в снегу» (1973). Сценарий написан на основе произведений Сахо Сасадзавы.

## Сюжет
Странствующий наёмник Дзёкити из селения Микогами имеет репутацию непобедимого бойца. Когда его однажды приютили на ночлег, вся его жизнь после этого изменилась коренным образом. Больной Дзёкити забрёл в хижину к уединённо живущей бывшей проститутке Окину. Она излечила его от ран и лихорадки. Тем временем сюда же, к Окину наведываются бандиты, чей босс пытается её изнасиловать, но Дзёкити защищает девушку, оставив отметину на лбу у насильника Кьюбэя. Изувеченный Кьюбэй клянётся отомстить и бандиты уходят. Дзёкити и Окину покидают хижину и поселяются в одном из селений уже как семейная пара.
Проходит три года. Дзёкити всё ещё продолжает жить с Окину, у них есть маленький сын Котаро, при этом Дзёкити перечеркнул своё прошлое, отказавшись от насилия и полностью посвятив себя жизни ремесленника. Но прошлое настигает его: бандиты находит Дзёкити, чтобы отомстить ему за былое унижение. Его калечат, отрезав два пальца, а жену и сына убивают. Дзёкити узнаёт, что помимо двух давних недругов в расправе участвовал знаменитый Тюдзи Кунисада. Дзёкити теперь знает только одно: неутолимое желание мести.

## В ролях
- Ёсио Харада — Дзёкити из Микугами
- Ацуо Накамура — Исабуро
- Каё Мацуо — Отика
- Санаэ Китабаяси — Окину
- Рюноскэ Минэгиси — Тюдзи Кунисада
- Маки Мидзухара — Оцума
- Каору Кусуда — Осодэ
- Кодзи Намбара — Кьюбэй
- Рёхэй Утида — Тёгороо
- Кантаро Суга — Мацудзиро
- Токуэ Ханадзава — Гиндзо
- Икио Савамура — Сакарисаку
- Кай Ато — Дэндзабуро
- Хисао Тоакэ — Сэнсаэмон Кагая
- Сабуро Датэ — Кансукэ
- Ёси Като — Госкэ из Нагарэямы

... Умение Икэхиро соединять эффектный зрительный ряд с трезвым взглядом на происходящее делает фильм безусловным шедевром жанра. Изобретательная хореография боёв, отсылки к спагетти-вестернам и «бондиане» (Икехиро их большой поклонник), неожиданные повороты сюжета, придающие истории даже некие элементы параноидального триллера – с одной стороны. Реалистический психологический портрет одержимого своей местью и не видящего в жизни более ничего достойного – с другой. К тому же Икэхиро довльно смело трактует образ фольклорного героя Кунисады. У него Тюдзи выглядит не благородным народным заступником, а не лишённым обаяния, но при этом жестоким и расчётливым преступником.
Да и вся съёмочная группа на высоте : оператор Кадзуо Миягава, композитор Такео Ватанабе помогают режиссёру в создании впечатляющей истории. А игра замечательного актёра Харада всегда заслуживает восхищения, вот и в роли Дзёкичи он блистает, убедительно создавая образ отчаявшегося одиночки.

## Премьеры
— национальная премьера фильма состоялась 10 июня 1972 года.
 — премьерный показ в США: 2 мая 1974 года в Нью-Йорке.